# Kolumbarium
Kolumbarium er betegnelsen for en urnehal. Ordet "Kolumbarium" betyder "dueslag". Betegnelsen skyldes, at urnerne er anbragt i rækker af nicher, hvorved urnehallen kommer til at minde om et dueslag. I Danmark er denne form for gravlæggelse ikke udbredt. Der findes dog et stort kolumbarium på Bispebjerg Kirkegård i Københavns nordvest-kvarter. På Næstved Gamle Kirkegård ses et væsentligt mindre kolumbarium.

## Galleri
- Mindre rum, Kolumbarium, Bispebjerg Kirkegård
- Lysgang, Kolumbarium, Bispebjerg Kirkegård
- Gårdhave, Kolumbarium, Bispebjerg Kirkegård